# بيتر ستويفسانت
بيتر ستويفسانت (1592-1672)، هو آخر حاكم هولندي للمستعمرة نيو نذرلاند منذ عام 1647 وحتى تم التنازل عنها مؤقتًا للإنجليز في عام 1664، حيث غُير اسمها بعد ذلك إلى نيويورك. يُعد بيتر شخصية بارزة في التاريخ القديم لمدينة نيويورك وقد سُميت باسمه العديد من المعالم والأماكن الهامة في جميع أنحاء المدينة مثل (مدرسة ستويفسانت الثانوية، قرية ستويفسانت السكنية، حي بيدفورد – ستويفسانت السكني، إلخ).
من أهم الإنجازات التي حصلت أثناء حكم ستويفسانت التوسع الكبير لمستوطنة نيو أمستردام خارج الطرف الجنوبي لمدينة مانهاتن. ومن بين المشاريع التي أبصرت النور في عهده جدار الحماية في وول ستريت، والقناة المائية التي أصبحت لاحقًا شارع برود وشارع برودواي في مانهاتن. عارض ستويفسانت وهو الذي كان عضوًا في الكنيسة الإصلاحية الهولندية التعددية الدينية ودخل في صراع مع اللوثريين، اليهود، الروم الكاثوليك والكويكرز عند محاولتهم بناء دور عبادة وممارسة طقوسهم الدينية في المدينة. إلا أنه دعم معاداة السامية بشكل خاص، واحتقر اليهود ليس فقط دينيًا، وإنما عرقيًا أيضًا.

## النشأة
ولد بيتر ستويفسانت عام 1592 في بيبيرجا، فريزلاند، في هولندا، لوالده بالتازار ستويفسانت، الكاهن الكالفيني الإصلاحي، ووالدته مارجريتا هاردينشتاين، نشأ وترعرع في قرية بيبيرغا وشيربنزيل وبريلكوم.

## مسيرة حياته
عندما بلغ العشرين من عمره، ارتاد ستويفسانت جامعة فرانكير، حيث درس فيها اللغات والفلسفة، إلا أنه طُرد منها بعد عدّة سنوات بعد أن قام بإغواء ابنة صاحب العقار الذي كان يستضيفه. أرسله بعدها والده إلى أمستردام، إذ استخدم ستويفسانت حينها النسخة اللاتينية من اسمه الأول، «بطرس»، ليوحي بأنه قد تلقى تعليمًا جامعيًا – وانضم إلى شركة الهند الغربية الهولندية . في عام 1630، عينته الشركة وكيلًا تجاريًا في جزيرة صغيرة قبالة البرازيل، في أرخبيل فرناندو دي نورونيا، لتنقله بعد ذلك بخمسة أعوام إلى ولاية بيرنامبوكو البرازيلية القريبة. نقُل مجددًا في عام 1638، لكن هذه المرة كانت إلى مستعمرة كوراساو، وهي القاعدة البحرية الهولندية الرئيسية في جزر الهند الغربية، إذ لم تمض سوى أربعة سنوات، وبالكاد بلغ الثلاثين من عمره حتى أصبح القائم بأعمال الحاكم لتلك المستعمرة، إضافةً لمستعمرتي أروبا وبونير، وهو المنصب الذي شغله حتى عام 1644.
في أبريل من عام 1644، نسق ستويفسانت وقاد هجومًا على جزيرة سانت مارتن، بعد أن كان الإسبان قد استولوا عليها من الهولنديين، واستعاد السيطرة على جميع أجزاءها تقريبًا في عام 1625– بواسطة أسطول بحري مكون من 12 سفينة تحمل على متنها أكثر من ألف مقاتل. حاصر ستويفسانت الجزيرة عندما رفض الأسبان الاستلام، لكنه لم ينجح في قطع الإمدادات عنهم من جهة بورتوريكو. تعرض للإصابة بقذيفة مدفع أدت لسحق رجله اليمنى، ما اضطر لبترها تحت الركبة مباشرةً. وألغى الحصار بعد شهر، جراء معاناته الألم الشديد.
عاد ستويفسانت إلى هولندا بداعي النقاهة، حيث استُبدلت ساقه اليمنى بطرف خشبي. أُطلقت عليه الألقاب «بيغ ليغ بيت» و«أولد سيلفر نيلز» لاستخدامه عصا خشبية مرصعة بالمسامير الفضية كطرف اصطناعي. رأت شركة الهند الغربية في إصابة ستويفسانت أنها تضحية «رومانية»، في حين ستويفسانت نفسه اعتبر أن نجاته من الموت المحتم لم تكن إلا إشارة من أن الله أنقذه ليقوم بأعمال عظيمة. بعد عام، في مايو عام 1645، اختارته الشركة ليحل محل ويليم كيفت كحاكم لمستعمرة نيو نذرلاند، بما في ذلك مستعمرة نيو أمستردام، موقع مدينة نيويورك الحالي.

### نيو نذرلاند
كان على ستويفسانت الانتظار ريثما يتم التأكيد على قرار تعيينه من البرلمان الهولندي. خلال هذه الفترة تزوج من جوديث بايارد، التي كان والدها كاهنًا هوغونوتيًا  ينحدر من مدينة بريدا. غادروا سويةً أمستردام في ديسمبر 1646، ووصلوا إلى نيو أمستردام في مايو 1647، بعد أن توقفوا في كوراساو.
كانت إدارة كيفت قد تركت المستعمرة في حالة من الفوضى العارمة. لم يبق سوى عدد قليل من القرى بعد الحروب التي كان يخوضها، وأجبر الكثير من السكان على العودة لأوطانهم تاركين بالمستعمرة فقط ما بين 250 إلى 300 رجل قادرين على حمل السلاح. اختزن كيفت نفسه أكثر من 4000 غليدر خلال فترة حكمه، عدا عن أنه أصبح مدمن على الكحول.
بعد يقينه من أن الله قد أنقذه بسبب الإصلاحات التي كان يقوم بها في هولندا، بدأ ستويفسانت بمهمة إعادة بناء الجوانب المادية والأخلاقية للمستعمرة، وتحسينها لتبدو مكان جيد الإدارة والتسيير كالذي يُفضله الهولنديون. كان يخاطب الناس «سأحكم بينكم كالأب وأولاده».
في سبتمبر عام 1647، عيّن ستويفسانت مجلسًا استشاريًا مكونًا من تسعة رجال كممثلين عن سكان المستعمرة.
دخل ستويفسانت في عام 1648، بصراع مع برانت أرتسز فان سليشتنهورست، مفوَّض الملكِية الاستعمارية رنسيليرويك، التي تحيط بمستوطنة فورت أورانج (مدينة ألباني عاصمة ولاية نيويورك حاليًا). زعم ستويفسانت أن سيطرته كانت مفروضة على رنسيليرويك، بصرف النظر عن الامتيازات الخاصة التي منحها لكيليان فان رينسيلر في قوانين الملكية لعام 1629. عندما رفض فان سليشتنهورست الإذعان للأوامر، أرسل ستويفسانت مجموعة من الجنود لتنفيذها. أدى الخلاف الذي تلا ذلك إلى إنشاء المستعمرة الجديدة بيفيرويك.

## حياته الشخصية
تزوج ستويفسانت في عام 1645، من جوديث بايارد (1610-1687) من عائلة بايارد. كان أخوها صموئيل بايارد، زوج شقيقة ستويفسانت، آنا ستويفسانت. وأنجبا معًا ولدين:
- بالثازار لازاروس ستويفسانت (1647-1678)، استقر في جزر الهند الغربية وتزوج من ماريا لوكاس رابزات.
- نيكولاس ويليم ستويفسانت (1648-1698)، تزوج أولًا من ماريا بيكمان (1650-1679)، ابنة فيلهيلموس بيكمان، وبعد وفاتها تزوج من إليزابيث سليشتنهورست.

توفي بيتر ستويفسانت في أغسطس عام 1672 ودُفنت جثته في الجدار الشرقي لكنيسة القديس مارك في منطقة بوري، والتي تقع مكان كنيسة عائلة ستويفسانت.